# Samuel Heldenhielm
Samuel Heldenhielm, tidigare Helding, född 8 december 1683 i Stockholm, död 23 november 1721 i Täby församling, var en svensk militär.

## Biografi
Samuel Heldenhielm föddes 1683 i Stockholm. Han var son till upphandlingskommissarien Samuel Helding och Ingrid Persdotter Pikehielm. Heldenhielm blev 4 februari 1691 student vid Uppsala universitet och blev 16 januari 1698 lärstyrman vid amiralitetet. Han blev 1702 konstapel, 1702 midshipman i engelsk tjänst, 15 april 1705 underlöjtnant vid Amiralitetet i Göteborg, 13 september 1709 underlöjtnant vid Amiralitetet i Karlskrona, 15 april 1710 överlöjtnant, 3 december 1713 extra ordinarie kapten och 3 juli 1717 skeppskapten. Heldenhielm adlades 18 november 1717 till Heldenhielm och introducerades 1719 i Sveriges Riddarhus som nummer 1540. Han avled 1721 på Ella i Täby socken.

### Familj
Heldenhielm gifte sig 5 augusti 1712 med Ulrika Eleonora Wetzler (1692–1753), dotter till överstelöjtnanten Per Wetzler och Dorotea Clerck. De fick tillsammans barnen kommendören Samuel Heldenhielm (1713–1792), Peter Heldenhielm (1714–1714), Inga Dorotea Heldenhielm (1715–1756), kaptenen Carl Ulrik Heldenhielm (1716–1754), Hans Fredrik Heldenhielm (1717–1718), Eleonora Sofia Heldenhielm (1718–1794) som var gift med majoren Vilhelm Fredrik von Schntz och kommendören Johan Adam Heldenhielm (1719–1773).